# Jangada (kommun)
Jangada är en kommun i Brasilien.   Den ligger i delstaten Mato Grosso, i den centrala delen av landet, 900 km väster om huvudstaden Brasília. Antalet invånare är 7 696.
Omgivningarna runt Jangada är huvudsakligen savann. Runt Jangada är det glesbefolkat, med 8 invånare per kvadratkilometer.